# Бесшатыр
Бесшатыр (каз. Бесшатыр — «пять шатров») — комплекс захоронений сакской эпохи, расположенный в урочище Шылбыр, на правом берегу реки Или, на территории современного Кербулакского района Жетысуской области Казахстана. Входит в состав государственного национального природного парка «Алтын-Эмель».

## Описание
Бесшатырские курганы состоят из множества могильников, датируемых VI—IV веком до нашей эры. Самый крупный могильник — Большой Бесшатырский курган имеет диаметр 105 метров, высоту — 17 метров. В одном из курганов оказалась деревянная постройка из массивных стволов тянь-шанских елей.
Могильники исследованы в 1957 и 1959—1962 годах семиреченской археологической экспедицией под руководством К. А. Акишева. Было установлено, что в состав захоронения входит 31 большой и маленький могильник, 21 из которых покрыты камнем, 10 — пластом из щебня и глины. Могильники условно делятся на северные и южные. Самые крупные (2-й и 3-й) диаметром от 45 до 105 м, высотой 6—17 м, средние курганы — соответственно 25—38 м и 5—6 м, маленькие — 6—18 м и 0,8—2 м. Удлинённые участки 6 из 20 курганов ограждены цепью из 45 оград, сложенных из каменных плит и мелких камней. На множестве плит высечены изображения горных коз, кабанов, волков и других зверей, а также различные метки. Встречаются символы солнца и круги, изображающие казахскую тамгу «глаз». В 6 больших курганах обнаружены сложные подземные ходы общей длиной 55 м, высотой проходов — 1,68 м, шириной — 0,8 м. Могильники малых курганов вырыты в виде простой ямы, иногда с боковым каменным ящиком. Средние по форме напоминают юрту. Большие могильники изнутри отделаны деревом и являются уникальными архитектурными памятниками древней эпохи. На строительство большого кургана уходило до 50000 м3 камня и глины. Брёвна для отделки заготавливались из тянь-шанской ели в Заилийском Алатау в 200—250 км от места и сплавлялись по реке.
Исследования 18 могильников разной величины дали ценные научные сведения о социальных группах, хозяйстве, быте, обычаях, религиозных убеждениях, архитектуре, оружии и снаряжении саков. Курганы были не только местом погребения, но и местом проведения религиозных обрядов. Большие могильники предназначались для погребения вождей и военачальников сакских племен. В средних хоронили военачальников ниже рангом и известных воинов, а могильники поменьше отводились рядовым воинам и простым людям. При раскопках обнаружены короткий меч-акинак, железные ножи и кинжалы с бабочковидными эфесами, наконечники копий, часть деревянного щита, остатки колчанов с бронзовыми наконечниками стрел, железная пряжка подпруги, бронзовые шпильки, браслеты, 4 агатовых и 2 золотых бус. Предполагается, что огороженный каменными оградами участок являлся ритуальной площадкой некрополя.
Рядом с Бесшатыром находятся сакские могильники Кзылауыз, Алтын-Эмель, Карашокы. В 3 км юго-восточней расположены более поздние захоронения: могильники усуней Бесшатыр II, состоящие из 33 курганов, чуть дальше — могильник Калкан I, насчитывающий 118 погребальных сооружений, а в районе перевала Алтынэмель — одноименные могильники из 36 курганов.